# Samu Torsti
Samu Torsti (Vaasa, 5 settembre 1991) è un ex sciatore alpino finlandese.

## Biografia
Gigantista puro attivo dal novembre del 2006, Torsti ha fatto il suo esordio in Coppa Europa il 25 novembre 2009 a Levi (18º), in Coppa del Mondo il 20 dicembre seguente in Alta Badia, senza portare a termine la prima manche, e ai Campionati mondiali a Garmisch-Partenkirchen 2011, dove si è classificato 32º; due anni dopo ai Mondiali di Schladming 2013, ha ottenuto lo stesso piazzamento, mentre al suo esordio olimpico, Soči 2014, è stato 21º. Il 20 novembre 2014 ha ottenuto il primo successo, nonché primo podio, in Coppa Europa nella gara tenutasi sul tracciato di Levi; ai successivi Mondiali di Vail/Beaver Creek 2015 è stato 21º.
Il 7 gennaio 2017 ha ottenuto ad Adelboden il miglior piazzamento in Coppa del Mondo (10º), il 10 gennaio seguente ha conquistato a Davos la sua seconda e ultima vittoria in Coppa Europa e ai successivi di Sankt Moritz 2017 non ha completato la prova. Ai XXIII Giochi olimpici invernali di Pyeongchang 2018 si è classificato al 17º posto; l'anno dopo ai Mondiali di Åre 2019 è stato 25º, mentre a quelli di Cortina d'Ampezzo 2021 si è piazzato 15º nello slalom gigante e ha gareggiato anche nel parallelo (12º) e nella gara a squadre (9º). 
Il 20 dicembre 2021 a Glungezer è salito per l'ultima volta sul podio in Coppa Europa (2º); ai successivi XXIV Giochi olimpici invernali di Pechino 2022, sua ultima presenza olimpica, non ha completato la gara. Ai Mondiali di Courchevel/Méribel 2023, suo congedo iridato, non ha completato lo slalom gigante e non si è qualificato per la finale nel parallelo; ha preso per l'ultima volta il via in Coppa del Mondo il 12 marzo 2023 a Kranjska Gora, senza completare la prova, e si è ritirato al termine di quella stessa stagione 2022-2023: la sua ultima gara in carriera è stata lo slalom gigante dei Campionati finlandesi juniores 2023, disputato il 31 marzo a Suomu.

## Palmarès

### Coppa del Mondo
- Miglior piazzamento in classifica generale: 96º nel 2015

### Coppa Europa
- Miglior piazzamento in classifica generale: 11º nel 2017
- 9 podi:
  - 2 vittorie
  - 5 secondi posti
  - 2 terzi posti

#### Coppa Europa - vittorie
| Data             | Località | Paese     | Specialità |
| ---------------- | -------- | --------- | ---------- |
| 20 novembre 2014 | Levi     | Finlandia | GS         |
| 10 gennaio 2017  | Davos    | Svizzera  | GS         |

Legenda:

GS = slalom gigante

### Nor-Am Cup
- Miglior piazzamento in classifica generale: 54º nel 2018
- 1 podio:
  - 1 terzo posto

### South American Cup
- Miglior piazzamento in classifica generale: 49º nel 2014
- 1 podio:
  - 1 terzo posto

### Campionati finlandesi
- 19 medaglie[2]:
  - 10 ori (slalom gigante nel 2012; slalom gigante nel 2014; slalom gigante nel 2015; supergigante, slalom gigante, combinata nel 2016; slalom gigante nel 2017; slalom gigante nel 2019; supergigante, slalom gigante nel 2021)
  - 3 argenti (slalom gigante nel 2013; combinata nel 2017; slalom gigante nel 2023)
  - 6 bronzi (slalom gigante nel 2009; slalom gigante nel 2011; slalom speciale nel 2012; slalom speciale nel 2013; discesa libera nel 2017; supergigante nel 2019)